# Eois boliviensis
Eois boliviensis là một loài bướm đêm trong họ Geometridae.